# Clusia massoniana
Clusia massoniana är en tvåhjärtbladig växtart som beskrevs av Cyrus Longworth Lundell. Clusia massoniana ingår i släktet Clusia och familjen Clusiaceae. Inga underarter finns listade i Catalogue of Life.